# Eingabe der Wirtschaftspolitischen Vereinigung Frankfurt am Main
Die Eingabe der Wirtschaftspolitischen Vereinigung Frankfurt am Main war ein Schreiben, das die „Wirtschaftspolitische Vereinigung Frankfurt am Main“ am 17. Juli 1931 auf dem Höhepunkt der deutschen Bankenkrise an den Reichspräsidenten Paul von Hindenburg richtete. Sie enthielt die Aufforderung, die Regierung an die NSDAP zu übertragen. Das Schreiben wurde Hindenburg mit Begleitschreiben vom 24. Juli 1931 von Rüdiger Graf von der Goltz zugeleitet. Dieser war ehemaliger Freikorpsführer und Mitglied der Vereinigten Vaterländischen Verbände.

## Unterzeichner
Die Unterzeichner waren:
- Walter Dyckerhoff (Inhaber der Baufirma Dyckerhoff & Söhne)
- Emil Gutbrod (Gebrüder Gutbrod, chemische Fabrik)
- Wilhelm Traupel (handlungsbevollmächtigter Verkaufsdirektor für Landmaschinen des Krupp-Konzerns)
- Hans Geisow (ehemaliger Leiter der Analytischen Abteilung bei den Cassella-Werken)
- Erbprinz von Isenburg und Bütingen (Forstwirtschaft)
- Freiherr Mumm von Schwarzenstein (Sektkellerei)
- Schmidt (Fabrikant Frankfurter Karosseriewerke)
- Dr. Kirmaier (Syndikus)
- Generalleutnant von Herff
- Friedrich Krebs (Landgerichtsrat)

Keiner der zehn Unterzeichner war ein bedeutender Industrievertreter. Bei den meisten handelte es sich um Vertreter kleiner und mittlerer Unternehmen sowie Angehörige des mittleren Managements.

## Bewertung in der Forschung
Von der Geschichtswissenschaft der DDR wurde die Eingabe (ähnlich wie die Industrielleneingabe vom November 1932) als Beweis dafür angeführt, dass die Großindustrie in entscheidender Weise zur Ernennung Hitlers zum Reichskanzler beigetragen hätte. Zu diesem Zweck wurden die Funktionen, die einige der Unterzeichner hatten, auch fälschlich aufgewertet: Wilhelm Traupel wurde hier als Bevollmächtigter Gustav Krupp von Bohlen und Halbachs bezeichnet, obwohl er in dessen Konzern als einer von vielen Handlungsbevollmächtigten lediglich Verantwortung für den Verkauf von Landmaschinen trug und Krupp bis 1933 stets Distanz zu den Nationalsozialisten gewahrt hatte. Wenige Wochen nach seiner Unterzeichnung wechselte der überzeugte Nationalsozialist Traupel aus dem schwerindustriellen Konzern in die Leitung des NSDAP-eigenen Frankfurter Volksblatts.
Hans Geisow figurierte in der marxistischen Forschung als Vertreter des mächtigen I.G. Farben-Konzerns – in Wahrheit war er dort bis 1931 nur als Chemiker angestellt gewesen. Zum Zeitpunkt der Eingabe war er hauptamtlicher Leiter der Abteilung Volksbildung in der Gauleitung der NSDAP Hessen-Nassau.
Eine Beeinflussung Hindenburgs durch das Schreiben, das nicht den Zielen der großen Mehrheit der deutschen Großindustriellen entsprach, lässt sich nicht feststellen.